# STS-57
STS-57は、1993年6月21日にフロリダ州のケネディ宇宙センターから打ち上げられたスペースシャトルエンデバーのミッションである。

## 乗組員
- 船長 - ロナルド・グレーブ (4)
- 操縦士 - ブライアン・ダフィー（英語版） (2)
- ミッションスペシャリスト1 - デヴィッド・ロー（英語版） (3)
- ミッションスペシャリスト2 - ナンシー・J・カリー (1)
- ミッションスペシャリスト3 - ピーター・ウィソフ (1)
- ミッションスペシャリスト4 - ジャニス・E・ヴォス (1)

### 宇宙遊泳
- 開始:1993年6月25日
- 終了:1993年6月25日
- 期間:5時間50分

## ミッションハイライト

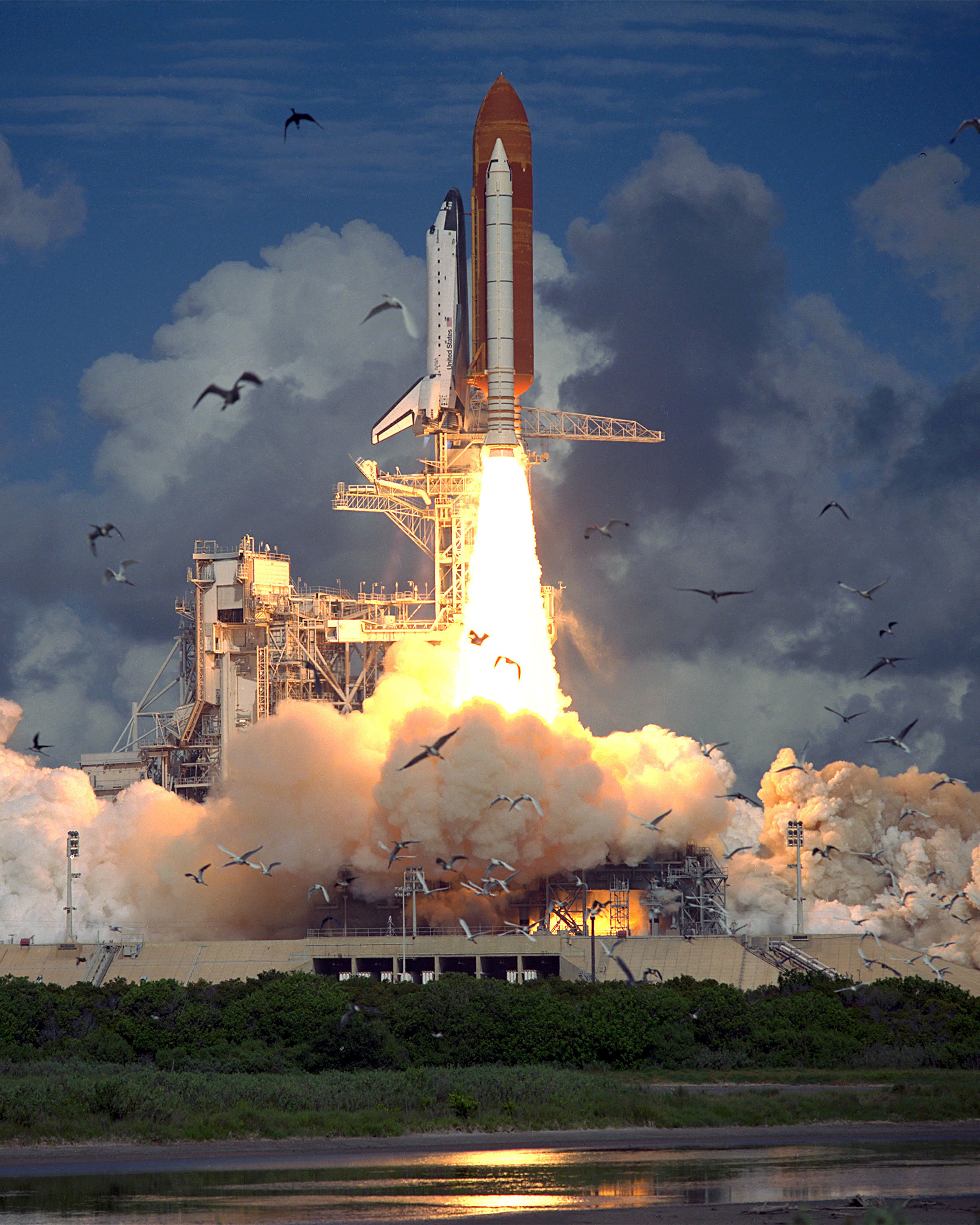
STS-57の打上げ

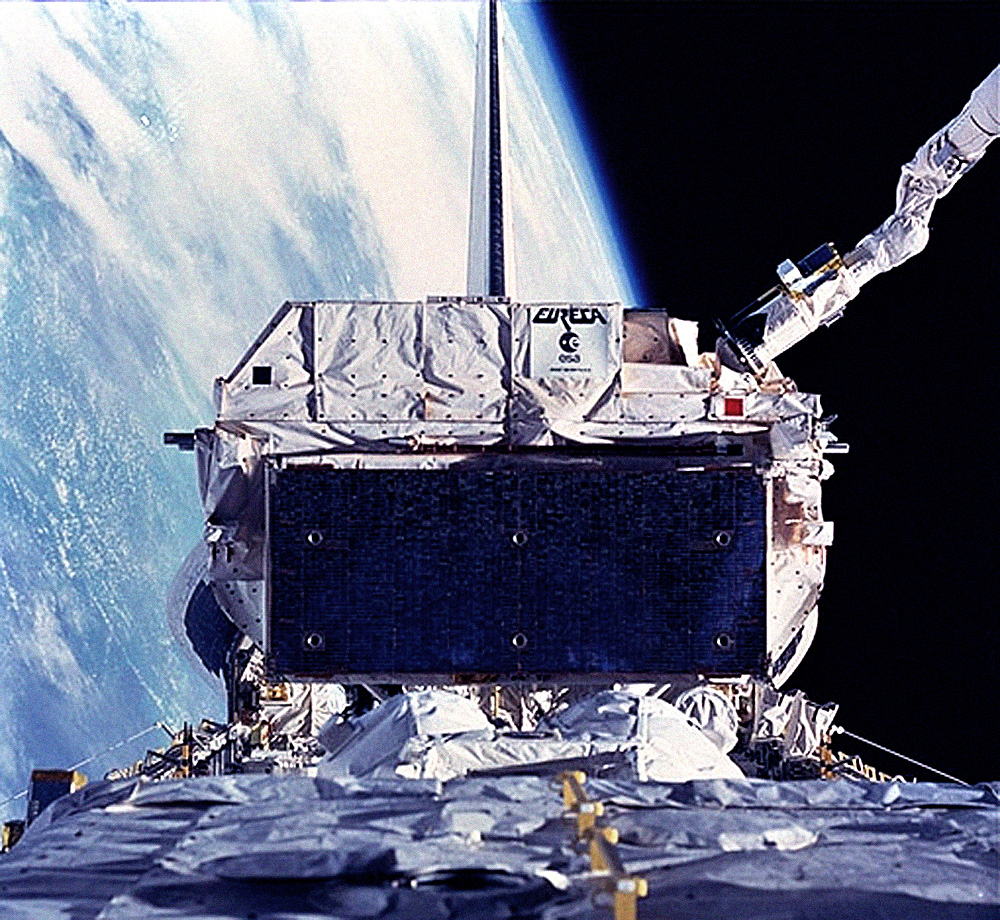
エンデバーに収容されるEURECA

10日間の飛行の間に、加圧されたスペースハブモジュール中で多数の医学実験、材料実験が行われた。2人の宇宙飛行士が宇宙遊泳を行い、EURECAをペイロードベイに回収した。EURECAは1992年夏にスペースシャトルアトランティスから展開されたもので、微小重力に長期間さらされた効果を研究する多数の実験が収められていた。
エンデバーのカナダアームの電気コネクタが180°逆さまに取り付けられていたため、オービタの電源からEURECAのバッテリーを再充電することができなかった。飛行規則により、アンテナの積み込みを放棄し、アンテナを外してEURECAをペイロードベイに収容する必要があった。ミッションスペシャリストのデヴィッド・ローとピーター・ウィソフは宇宙遊泳によって二面のアンテナをEURECAから安全に取り外した。ローはカナダアームの先端に脚を固定し、ナンシー・J・カリーがEURECAとアンテナの接続部に近づけるようにアームを操作した。5時間50分の宇宙遊泳で、STS-57の主目的であるEURECAの回収は終了した。
ミッションの残りの期間で、乗組員はスペースハブモジュール内での実験を行った。実験には、人体姿勢や宇宙船環境、結晶成長、合金、排水リサイクル、流体の挙動等に関する研究が含まれた。また、フリーダム宇宙ステーションで使われる予定だった維持装置の評価実験も行われた。また、カリーにより、Tools and Diagnostics System実験のうち、診断装置の実験が行われた。オシロスコープや電子試験メータ等の電子試験装置を用いて、カリーはモックプリント基板の試験を行い、提案された修理手順とその結果に関するコンピュータメッセージを介して地上管制官と連絡を取った。
さらに、ブライアン・ダフィーとピーター・ウィソフは、液体内に気泡を作ることなく、無重力環境で液体を輸送する実験を行った。Fluid Acquisition and Resupply Experiment (FARE)と名付けられたこの実験は、軌道上での宇宙船への燃料再補給の手法に繋がるフィルターとプロセスを研究するもので、エンデバーのミッドデッキに設置された直径2フィートの透明なタンク間で水の輸送が行われた。これにより、ステアリングジェットを短期間点火した際の流体の挙動が評価できた。ジャニス・ヴォスは、ゾーンメルト法と呼ばれる過程を用いるLiquid Encapsulated Melt Zone (LEMZ)実験を行った。宇宙飛行の低重力環境では、大きな結晶が成長する。
ロナルド・グレーブ、ダフィー、ヴォスは、Neutral Body Position研究に参加した。これまでの飛行で、体の基本的な姿勢が微小重力の影響で変化していることが記録されていた。この姿勢の変化は、"zero-g crouch"とも呼ばれ、さらに宇宙ミッション中に、脊椎が1-2インチ伸びる現象もあった。この現象を正確に記録するために、ミッションの序盤と終盤に、リラックスした姿勢の乗組員の静止画と動画が撮影された。これらの知見は、将来の宇宙船の宇宙飛行士にとってより快適な設計のために利用される予定である。
カリーは、Human Factors Assessmentの電子手順の部分を進めた。プラットフォームを構築してからノートパソコンを接続し、宇宙ステーションの推進システムのための模擬コンピュータの手順を進めた。
1993年6月28日、カリーは将来の宇宙船で用いられる排水浄化装置の試験であるEnvironmental Control Systems Flight Experiment (EFE)の即席配管作業を行った。EFEでは、排水を模擬するために水とヨウ化カリウムの混合物を用いる。この溶液を一連のフィルターを通して汲み上げ、浄化する。飛行中、排水量が減少する様子が見られ、装置のメンテナンスが行われた。カリーは装置内の配管の締め具を緩め、それを吸湿材で包み、詰まりを流すために、ラップトップコンピュータを用いて約20分間ポンプを逆流させた。その後、締め具を締め直し、装置を通常の動作に戻した。その後、地上の実験者は、目詰まりが解消されたかどうかを確認するために装置の稼働を約1時間半観察した。

## ミッション記章
5つの星と数字の7を表すロボットアームの形は、この飛行の番号（57）を示している。